# Charles Todd (écrivain)
Pour les articles homonymes, voir Todd et Charles Todd.
Charles Todd, nom de plume de Caroline et Charles Todd, est un écrivain américain, auteur de plusieurs romans policiers historiques.

## Biographie
Caroline Todd, la mère de Charles, détient un baccalauréat en littérature anglaise et en histoire, ainsi qu'une maîtrise en relations internationales. Son fils Charles a un baccalauréat en communications.
En 1996, ils publient leur premier roman, A Test of Wills, et remportent le Barry Award 1997 du meilleur premier roman. C'est le premier volume d'une série consacrée à l'inspecteur Ian Rutledge, un vétéran de la Première Guerre mondiale reprenant après la guerre son travail de policier à Scotland Yard.
En 2009, ils débutent une série consacrée à Bess Crawford, infirmière de l'armée britannique pendant la Première Guerre mondiale. Dans cette série, en 2012, les Todd font paraître An Unmarked Grave pour lequel ils sont lauréats du prix Macavity 2013 du meilleur roman policier historique. En 2013, ils publient A Question of Honor, grâce auquel ils remportent le prix Agatha 2013 du meilleur roman policier historique.

## Œuvre

### Romans

#### SérieIan Rutledge
- A Test of Wills (1996)
- Wings of Fire (1998)
- Search the Dark (1999)
- Legacy of the Dead (2000) Publié en français sous le titre Héritage mortel, Paris, Éditions de l'Archipel (2002)  (ISBN 2-84187-388-9) ; réédition, Paris, J'ai lu no 7340 (2004)  (ISBN 2-290-33349-2)
- Watchers of Time (2001) Publié en français sous le titre Les Fantômes d'Osterley, Paris, Éditions de l'Archipel (2004)  (ISBN 2-84187-608-X) ; réédition, Paris, J'ai lu no 8198 (2006)  (ISBN 2-290-33348-4)
- A Fearsome Doubt (2002) Publié en français sous le titre Un doute effrayant, Paris, Éditions de l'Archipel (2006)  (ISBN 978-2-84187-850-5)
- A Cold Treachery (2005) Publié en français sous le titre Trahison à froid, Paris, Éditions de l'Archipel, coll. « Archipoche » no 146 (2010)  (ISBN 978-2-35287-177-4)
- A Long Shadow (2006)
- A False Mirror (2007)
- A Pale Horse (2007)
- A Matter of Justice (2008)
- The Red Door (2009)
- The Kidnapping (2010)
- A Lonely Death (2011)
- The Confession (2012) Publié en français sous le titre La Mort en confession, Paris, City Éditions (2012)  (ISBN 978-2-8246-0183-0) ; réédition, Paris, City poche (2014)  (ISBN 978-2-8246-0533-3)
- Proof of Guilt (2013)
- Hunting Shadows (2014)
- Cold Comfort (2013)
- A Fine Summer's Day (2015)
- No Shred of Evidence (2016)
- Racing the Devil (2017)
- The Gatekeeper (2018)
- The Black Ascot (2019)
- A Divided Loyalty (2020)
- A Fatal Lie (2021)
- A Game of Fear (2022)

#### SérieBess Crawford
- A Duty to the Dead (2009)
- An Impartial Witness (2010)
- A Bitter Truth (2011)
- An Unmarked Grave (2012)
- A Question of Honor (2013)
- An Unwilling Accomplice (2014)
- The Maharani's Pearls (2014)
- A Pattern of Lies (2015)
- The Shattered Tree (2016)
- Casualty of War (2017)
- A Forgotten Place (2018)
- A Cruel Deception (2019)
- An Irish Hostage (2021)
- The Cliff’s Edge (2023)

#### Autres romans
- The Murder Stone (2003)

### Novellas
- The Walnut Tree (2012)

### Recueil de nouvelles
- Tales: Short Stories Featuring Ian Rutledge and Bess Crawford (2015)

## Prix et distinctions

### Prix
- Prix Barry 1997 du meilleur premier roman pour A Test of Wills[1]
- Prix Agatha 2013 du meilleur roman policier historique pour A Question of Honor[2]
- Prix Macavity 2013 du meilleur roman policier historique pour An Unmarked Grave[3]
- Prix Mary Higgins Clark 2017 pour The Shattered Tree[4]

### Nominations
- Prix Anthony 1997 du meilleur premier roman pour A Test of Wills[5]
- Prix Edgar-Allan-Poe 1997 du meilleur premier roman pour A Test of Wills[4]
- Prix Dilys 1997 pour A Test of Wills[6]
- Prix Dilys 1999 pour Wings of Fire[6]
- Dagger Award 1999 du meilleur roman policier historique pour Wings of Fire[7]
- Prix Macavity 2010 du meilleur roman policier historique pour A Duty to the Dead[3]
- Prix Macavity 2011 du meilleur roman policier historique pour The Red Door[3]
- Prix Agatha 2012 du meilleur roman policier historique pour An Unmarked Grave[2]
- Prix Macavity 2013 du meilleur roman policier historique pour The Confession[3]
- Prix Agatha 2014 du meilleur roman policier historique pour Hunting Shadows[2]
- Prix Agatha 2014 du meilleur roman policier historique pour An Unwilling Accomplice[2]
- Prix Nero 2014 pour A Question of Honor[8]
- Prix Macavity 2015 du meilleur roman policier historique pour Hunting Shadows[3]
- Prix Macavity 2018 du meilleur roman policier historique pour Racing the Devil[3]
- Prix Sue Grafton 2019 pour A Forgotten Place[4]
- Prix Macavity 2019 du meilleur roman policier historique pour A Forgotten Place[3]